# تشارلز تي جيفري
تشارلز تي جيفري (بالإنجليزية: Charles T. Jeffery)‏ هو مخترع ومهندس وشخصية أعمال أمريكي، ولد في 13 مايو 1876 في كينوشا في الولايات المتحدة، وتوفي بنفس المكان في 10 نوفمبر 1935.